# Xavier Espot Zamora
Xavier Espot Zamora (Escaldes-Engordany, 1979. október 30. –) andorrai jogász, politikus, 2019. május 16-a óta Andorra miniszterelnöke.

## Élete
Zamora jogi diplomát szerzett és elvégezte a mesterképzést is a barcelonai üzleti főiskolán. Emellett bölcsész diplomát szerzett a barcelonai Ramon Llull Egyetem filozófiai karán. 
2004 szeptembere és 2008 júniusa között a Batllia d'Andorra (elsőfokú bírósági testület) titkára, 2007 júliusa és 2008 decembere között az Andorrai Bíróság titkára. Mielőtt belépett a kormányba, bíróként dolgozott.
2011-ben lépett be Antoni Martí Petit kormányába belügyi és igazságügyi államtitkárként. 2012. július 25-től 2019. február 28-ig igazságügyi és belügyminiszter volt. 2016 januárjában átvette a szociális ügyek vitelét is.
Pártja listavezetőjeként a 2019-es andorrai választások után koalíciós kormányt alakított. Kormánya 2020 márciusában legalizálta az azonos neműek házasságát Andorrában.

## Családja
Apja Xavier Espot Miró politikus, diplomata, korábbi nagykövet, Andorra külügyminisztere 2009 és 2011 között. 

## Fordítás
- Ez a szócikk részben vagy egészben  a   Xavier Espot Zamora című angol Wikipédia-szócikk fordításán alapul.  Az eredeti cikk szerkesztőit annak laptörténete sorolja fel. Ez a jelzés csupán a megfogalmazás eredetét és a szerzői jogokat jelzi, nem szolgál a cikkben szereplő információk forrásmegjelöléseként.
- Ez a szócikk részben vagy egészben  a   Xavier Espot Zamora című francia Wikipédia-szócikk fordításán alapul.  Az eredeti cikk szerkesztőit annak laptörténete sorolja fel. Ez a jelzés csupán a megfogalmazás eredetét és a szerzői jogokat jelzi, nem szolgál a cikkben szereplő információk forrásmegjelöléseként.